# Korosista
Korosista (macedónul: Корошишта, albánul Koroshishti) település Észak-Macedóniában, a Délnyugati körzetben, Sztruga községben.

## Népesség
| Lakosok száma | 817  | 884  | 925  | 1075 | 1217 | 143  | 1516 | 1717 | 1201 |
|               | 1948 | 1953 | 1961 | 1971 | 1981 | 1991 | 1994 | 2002 | 2021 |

2002-ben 1717 lakosa volt, akik közül 1698 albán, 1 macedón, 1 szerb és 19 egyéb.